# 北能代駅
北能代駅（きたのしろえき）は、秋田県能代市竹生（たこう）字前田にある、東日本旅客鉄道（JR東日本）五能線の駅である。

## 歴史

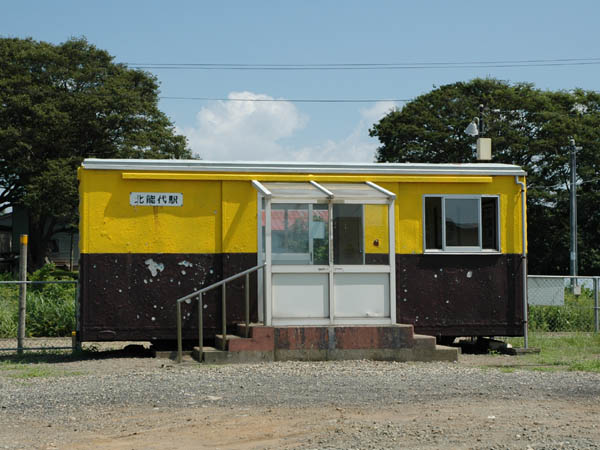
2009年までの貨車改造待合所

- 1926年（大正15年）4月26日：鉄道省（→国鉄）の羽後東雲駅（うごしののめえき）として山本郡東雲村に開業[1][3]。
- 1943年（昭和18年）6月15日：北能代駅に改称[1][3][4]。
- 1960年（昭和35年）6月20日：貨物の取り扱いを廃止[3]。
- 1962年（昭和37年）11月8日：同日付で手荷物および小荷物の配達取り扱いを廃止[5]。
- 1965年（昭和40年）4月：業務委託化[新聞 1]。
- 1971年（昭和46年）10月1日：荷物の扱いを廃止[6]。早朝夜間の駅員配置取り止め[新聞 2]。
- 1972年（昭和47年）9月30日：無人化[新聞 3]。
- 1985年（昭和60年）7月20日：貨車改造の駅舎に改築[新聞 4][新聞 5]。
- 1987年（昭和62年）4月1日：国鉄分割民営化により、東日本旅客鉄道の駅となる[3]。
- 2009年（平成21年）：駅舎を改築[1]。
- 2020年（令和2年）4月1日：能代駅の業務委託化に伴い、東能代駅管理となる。
- 2024年（令和6年）10月1日：えきねっとQチケのサービスを開始[2][報道 1]。

## 駅構造
単式ホーム1面1線を有する地上駅である。かつては相対式ホーム2面2線であった。のちにノスタルジックビュートレイン塗色となった貨車改造の待合所があったが、2009年（平成21年）に建て替えられた。
東能代統括センター（東能代駅）管理の無人駅である。

## 駅周辺
- 国道101号
  - 秋田県道209号塙川能代線
- 能代市立竹生小学校
- 道の駅みねはま
- ポンポコ山公園
- 杉沢台遺跡
- 能代海水浴場 - 能代市唯一の海水浴場である。

## 隣の駅
東日本旅客鉄道（JR東日本）
■五能線
□快速
通過
■普通
向能代駅 - 北能代駅 - 鳥形駅

### 報道発表資料
1. ↑  『Suicaエリア外もチケットレスで! 東北エリアから「えきねっとQチケ」がはじまります』（PDF）（プレスリリース）東日本旅客鉄道、2024年7月11日。オリジナルの2024年7月11日時点におけるアーカイブ。2024年8月13日閲覧。

### 新聞記事
1. ↑  「業務委託駅に 子吉駅など五つ 秋鉄 来年四月から実施」『秋田魁新報』秋田魁新報社、1964年10月17日、夕刊、5面。
2. ↑  「陳情攻勢で“無人化”が後退 秋鉄局 日中だけ駅員配置 ただし本年度いっぱい」『秋田魁新報』秋田魁新報社、1971年9月29日、朝刊、12面。
3. ↑  「無人駅 五能線・北能代駅」『秋田魁新報』秋田魁新報社、1975年6月27日、夕刊、3面。
4. ↑  「秋鉄局、中古貨車利用し駅舎」『日本経済新聞』日本経済新聞社、1985年7月17日、地方経済面、東北4、2面。
5. ↑  「出戸浜駅 貨車改造のリサイクル駅舎（フォト秋田 駅：28）」『朝日新聞』朝日新聞社、1998年2月18日、朝刊、東京地方版、秋田。